# Historie okresů v Číně
Okresy (čínsky v českém přepisu sien, pchin-jinem xiàn, znaky zjednodušené 县, tradiční 縣) jsou správní celky v Číně. Vznikly v období válčících států a přetrvávají i v 21. století.

## Od říše Čchin po říši Čching
Historicky patří okresy sien k tradičním správním jednotkám, vznikly v období válčících států, kdy v některých z nich území získaná na úkor sousedů nebyla rozdělena do údělů, ale podřízena ústřední vládě dotyčného státu a organizována do okresů sien. Po sjednocení Číny dynastií Čchin roku 221 př. n. l. byla v rámci unifikace správy říše rozdělena na 36 (později 42) komandérií a ty na zhruba 1314 okresů. Okresy se dělily na velké, s více než stotisícem domácností, a malé. Členily se na obce siang (郷), ty na osady tching (亭) a ty na vesnice li (里). V říši Chan byla hranice mezi velkým a malým okresem deset tisíc domácností. V říši Tchang vláda okresy podle počtu obyvatel rozdělila do šesti kategorií.
Okresní úřady byly nejnižšími útvary státní byrokracie, pod nimiž fungovala místní samospráva, vesničtí starší a zástupci cechů, vybíraní úřady z majetnějších členů obcí, ze kterých se postupně zformovala džentry.
Okresy byly podřízeny vyšším správním celkům, v říši Čchin a následujících (Chan, Tři říše, Ťin, jižních a severních dynastií, Suej) komandériím, poté za Tchangů krajům čou a prefekturám fu, za Sungů a říše Jüan i speciálním krajům ťün a výrobním prefekturám ťien, za Mingů a Čchingů krajům čou a prefekturám fu.
V čele okresu stál za Čchinů a Chanů správce či okresní přednosta ling (令), u malých okresů zvaný správce čang (長); vojenský velitel okresu se nazýval wej (尉). V říši Sung místo okresního přednosty okres zpravidla vedl pověřený správce neformálně zvaný č’-sien (知縣), v říši Jüan zněl titul okresního přednosty sien-jin (縣尹). Konečně v říši Ming a Čching se přednosta okresu již oficiálně nazýval č’-sien. Bezprostřední podřízení přednosty okresního úřadu (tajemník úřadu, velitel stráže) byli nejníže postavení úředníci vůbec. V těchto funkcích obvykle začínali kariéru absolventi úřednických zkoušek.
Počet okresů zůstával po dva tisíce let čínské historie relativně stálý, zhruba 1314 okresů existovalo v říši Čchin. 1180 v říši Chan, 1225 za Suejů, 1235 za Tchangů, 1230 za Sungů, 1115 v říši Jüan, 1385 za Mingů a 1360 za Čching, přestože počet obyvatel Číny vzrostl ze zhruba 50 milionů na vrcholu prosperity říše Chan na více než 400 milionů roku 1850. Vyšší počet správních jednotek patrně nebylo možno kontrolovat a řídit z jednoho centra.

## V Čínské republice a Čínské lidové republice
Okresy zůstaly zachovány i po vzniku Čínské republiky roku 1911 a následné reorganizaci územní správy. V době založení Čínské lidové republiky byly okresy základní jednotkou na okresní úrovni administrativy. Od 80. let probíhaly rozsáhlé změny územní správy, mnohé prefektury byly reorganizovány v městské prefektury a paralelně byly okresy měněny v městské okresy a městské obvody. 
Koncem roku 2005 existovalo v Čínské lidové republice 1464 okresů z 2862 celků okresní úrovně, do roku 2014 se počet okresů snížil na 1425, při snížení počtu celků okresní úrovně na 2854.